# Liste der Fahnenträger der kasachischen Mannschaften bei Olympischen Spielen
Die Liste der Fahnenträger der kasachischen Mannschaften bei Olympischen Spielen listet chronologisch alle Fahnenträger kasachischer Mannschaften bei den Eröffnungsfeiern Olympischer Spiele auf.

## Liste der Fahnenträger
| Mannschaft                    | Veranstaltung                 | Fahnenträger (EF)             | Fahnenträger (AF)             |
| 1992 Teil des Vereinten Teams | 1992 Teil des Vereinten Teams | 1992 Teil des Vereinten Teams | 1992 Teil des Vereinten Teams |
| Kasachstan                    | Kasachstan                    | Kasachstan                    | Kasachstan                    |
| ----------------------------- | ----------------------------- | ----------------------------- | ----------------------------- |
| 1994 in Lillehammer           | Winterspiele                  | Qairat Bijekenow              |                               |
| 1996 in Atlanta               | Sommerspiele                  | Jermachan Ybrajymow           |                               |
| 1998 in Nagano                | Winterspiele                  | Wladimir Smirnow              |                               |
| 2000 in Sydney                | Sommerspiele                  | Jermachan Ybrajymow           |                               |
| 2002 in Salt Lake City        | Winterspiele                  | Radik Biktschentajew          |                               |
| 2004 in Athen                 | Sommerspiele                  | Asqat Schitkejew              | Baqtijar Artajew              |
| 2006 in Turin                 | Winterspiele                  | Alexander Koreschkow          | Radik Schaparow               |
| 2008 in Peking                | Sommerspiele                  | Baqyt Achmetow                | Jerkebulan Schynalijew        |
| 2010 in Vancouver             | Winterspiele                  | Dias Keneschow                | Alexei Poltaranin             |
| 2012 in London                | Sommerspiele                  | Nurmachan Tinalijew           | Serik Säpijew                 |
| 2014 in Sotschi               | Winterspiele                  | Jerdos Achmadijew             | Jerdos Achmadijew             |
| 2016 in Rio de Janeiro        | Sommerspiele                  | Ruslan Schaparow              | Ruslan Schaparow              |
| 2018 in Pyeongchang           | Winterspiele                  | Absal Äschghalijew            | Absal Äschghalijew            |
| 2020 in Tokio                 | Sommerspiele                  | Olga Rypakowa                 | Qamschybek Qongqabajew        |
| 2020 in Tokio                 | Sommerspiele                  | Qamschybek Qongqabajew        | Qamschybek Qongqabajew        |
| 2022 in Peking                | Winterspiele                  | Jekaterina Aidowa             | Absal Äschghalijew            |
| 2022 in Peking                | Winterspiele                  | Absal Äschghalijew            | Absal Äschghalijew            |
| 2024 in Paris                 | Sommerspiele                  | Olga Safronowa                | Elschana Tanijewa             |
| 2024 in Paris                 | Sommerspiele                  | Aslanbek Schymbergenow        | Batyrchan Töleughali          |

Anmerkung: (EF) = Eröffnungsfeier, (AF) = Abschlussfeier

## Statistik
| Rang    | Sportart                   | EF | AF | ∑  |
| ------- | -------------------------- | -- | -- | -- |
| 1       | Boxen                      | 4  | 4  | 8  |
| 2       | Taekwondo                  | 1  | 2  | 3  |
| 3       | Leichtathletik             | 2  | 0  | 2  |
| 4       | Gewichtheben               | 1  | 0  | 1  |
| 4       | Judo                       | 1  | 0  | 1  |
| 4       | Rhythmische Sportgymnastik | 0  | 1  | 1  |
| 4       | Ringen                     | 1  | 0  | 1  |
| Gesamt: | Gesamt:                    | 10 | 7  | 17 |

| Rang    | Sportart       | EF | AF | ∑  |
| ------- | -------------- | -- | -- | -- |
| 1       | Skilanglauf    | 2  | 2  | 4  |
| 1       | Shorttrack     | 2  | 2  | 4  |
| 3       | Eisschnelllauf | 2  | 0  | 2  |
| 3       | Skispringen    | 1  | 1  | 2  |
| 5       | Biathlon       | 1  | 0  | 1  |
| 5       | Eishockey      | 1  | 0  | 1  |
| Gesamt: | Gesamt:        | 9  | 5  | 14 |

| Rang    | Sportart                   | EF | AF | ∑  |
| ------- | -------------------------- | -- | -- | -- |
| 1       | Boxen                      | 4  | 4  | 8  |
| 2       | Skilanglauf                | 2  | 2  | 4  |
| 2       | Shorttrack                 | 2  | 2  | 4  |
| 4       | Taekwondo                  | 1  | 2  | 3  |
| 5       | Eisschnelllauf             | 2  | 0  | 2  |
| 5       | Leichtathletik             | 2  | 0  | 2  |
| 7       | Skispringen                | 1  | 1  | 2  |
| 7       | Biathlon                   | 1  | 0  | 1  |
| 7       | Eishockey                  | 1  | 0  | 1  |
| 7       | Gewichtheben               | 1  | 0  | 1  |
| 7       | Judo                       | 1  | 0  | 1  |
| 7       | Rhythmische Sportgymnastik | 0  | 1  | 1  |
| 7       | Ringen                     | 1  | 0  | 1  |
| Gesamt: | Gesamt:                    | 19 | 12 | 31 |